# Madeleine de Suède
Une confusion est possible avec la princesse Magdalena de Suède, qui a vécu à la fin du XVe siècle.
La princesse Madeleine de Suède (en suédois : Madeleine av Sverige), duchesse de Hälsingland et de Gästrikland, née le 10 juin 1982 au château de Drottningholm, est la deuxième fille et le troisième et dernier enfant du roi Charles XVI Gustave et de la reine Silvia de Suède.

## Biographie

### Naissance et jeunesse
La princesse Madeleine Thérèse Amelie Josephine, princesse de Suède, duchesse de Hälsingland et de Gästrikland, née le 10 juin 1982 au château de Drottningholm, est la deuxième fille et le troisième et dernier enfant du roi Carl XVI Gustaf et de la reine Silvia de Suède.
Baptisée le 31 août 1982, Madeleine a pour parrains et marraines, le prince Andréas de Saxe-Cobourg-Gotha, cousin de son père, Walther L. Sommerlath, son oncle maternel, la princesse Benedikte de Danemark et la princesse Christina de Suède, sa tante paternelle.
Elle est huitième dans l'ordre de succession au trône suédois, et apparaît au-delà de la 200e place dans l'ordre de succession au trône britannique.

### Éducation et formation

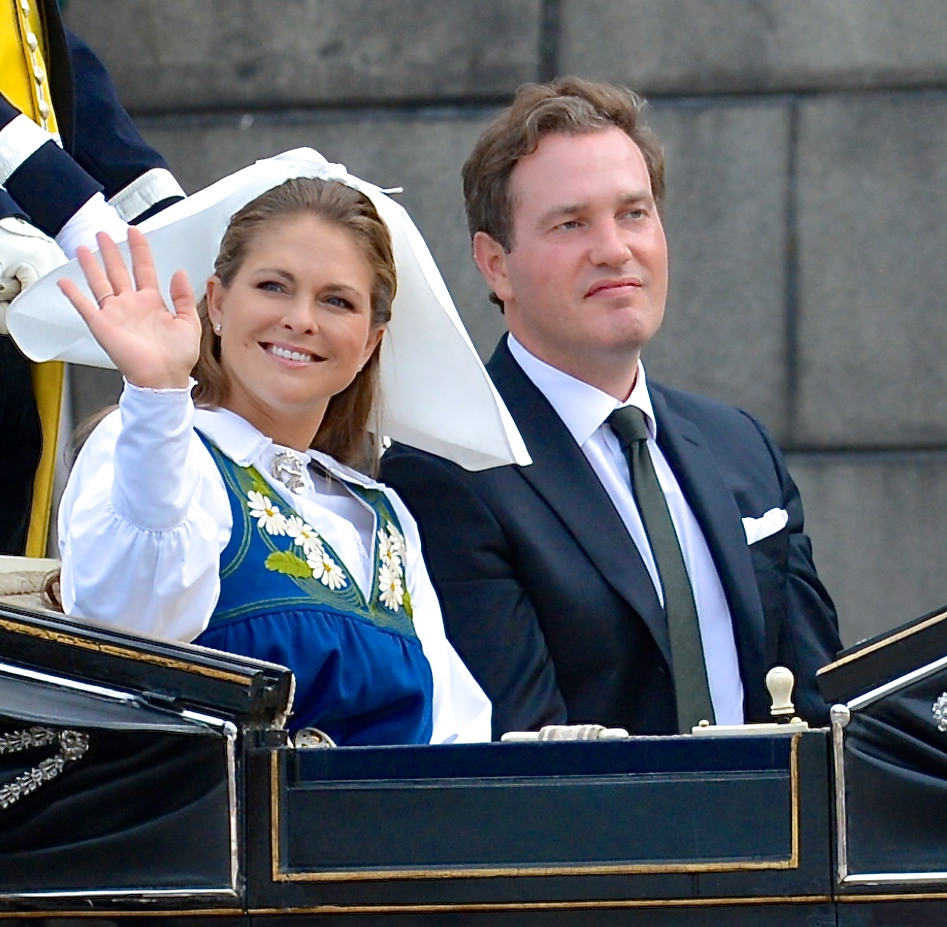
La princesse Madeleine et Christopher O'Neill à Stockholm durant la fête nationale de la Suède, le 6 juin 2014.

De 1985-1989, la princesse a commencé ses études à l'école maternelle de Västerled. À l'automne 1989, elle est entrée à l'école publique Smedslättsskolan à Bromma. Puis la princesse a été scolarisée à l'école privée Carlssonns à Stockholm, ainsi qu'à l'Enskilda Gymnasiet, un établissement privé réputé de Stockholm. Elle y obtient son diplôme de fin d'études secondaires en 2001.
Au cours de l'automne 2001, la princesse a vécu à Londres où elle a étudié l'anglais. Au printemps de 2002, elle a suivi un module de base en introduction au droit suédois et a étudié pour le passeport de compétences informatique européen.
En janvier 2003, la princesse s'inscrit à l'université de Stockholm, où elle a commencé des études en histoire de l'art. Elle obtient sa première année de licence. À l'automne 2004, la princesse a commencé un cours en ethnologie à la même université. Elle est diplômée le 23 janvier 2006 d'une licence en histoire de l'art, en l'ethnologie et en histoire moderne. En 2007, elle a étudié la psychologie de l'enfant à l'Université de Stockholm.
Elle parle plusieurs langues : le suédois, l'anglais, l'allemand et couramment le français à un niveau moyen. En janvier 2006, elle vivait à New York et travaillait pour l'UNICEF.

### Devoirs royaux et engagements officiels
La princesse n'a pas de rôle officiel bien défini, mais a des devoirs royaux au nom de son père et du peuple suédois.
Ses fonctions comprennent les célébrations de la fête nationale, les remises du prix Nobel, des dîners et visites d'État avec d'autres membres de la famille royale, les anniversaires du roi et de la princesse héritière.
La princesse a représenté la Suède à l'ouverture de la New Sweden Gallery, le 5 juin 2011, à l'American Swedish Historical Museum de Philadelphie, en Pennsylvanie, qui dispose d'une carte animée de la colonie de la Suède par Sean Moir. Elle est également présidente d'honneur d'Europa Nostra-Suède.

### Philanthropie
La princesse dirige l'organisation Min Stora Dag (l'équivalent suédois de la Make-A-Wish Foundation, plus communément connu sous le nom de My Big Day). Elle est également affiliée à Europa Nostra, Carl Johan-League et le Royal Bateau club.
En 2006, elle travaille pour l'UNICEF pendant six mois à New York, pour la division des services de protection de l'enfance.
En 2012, la princesse a cofondé Thank You pour la campagne de la petite enfance qui travaille à sensibiliser les questions entourant l'exploitation sexuelle des enfants et le travail que la World Childhood Foundation fait pour l'empêcher.

## Mariage et famille

### Mariage

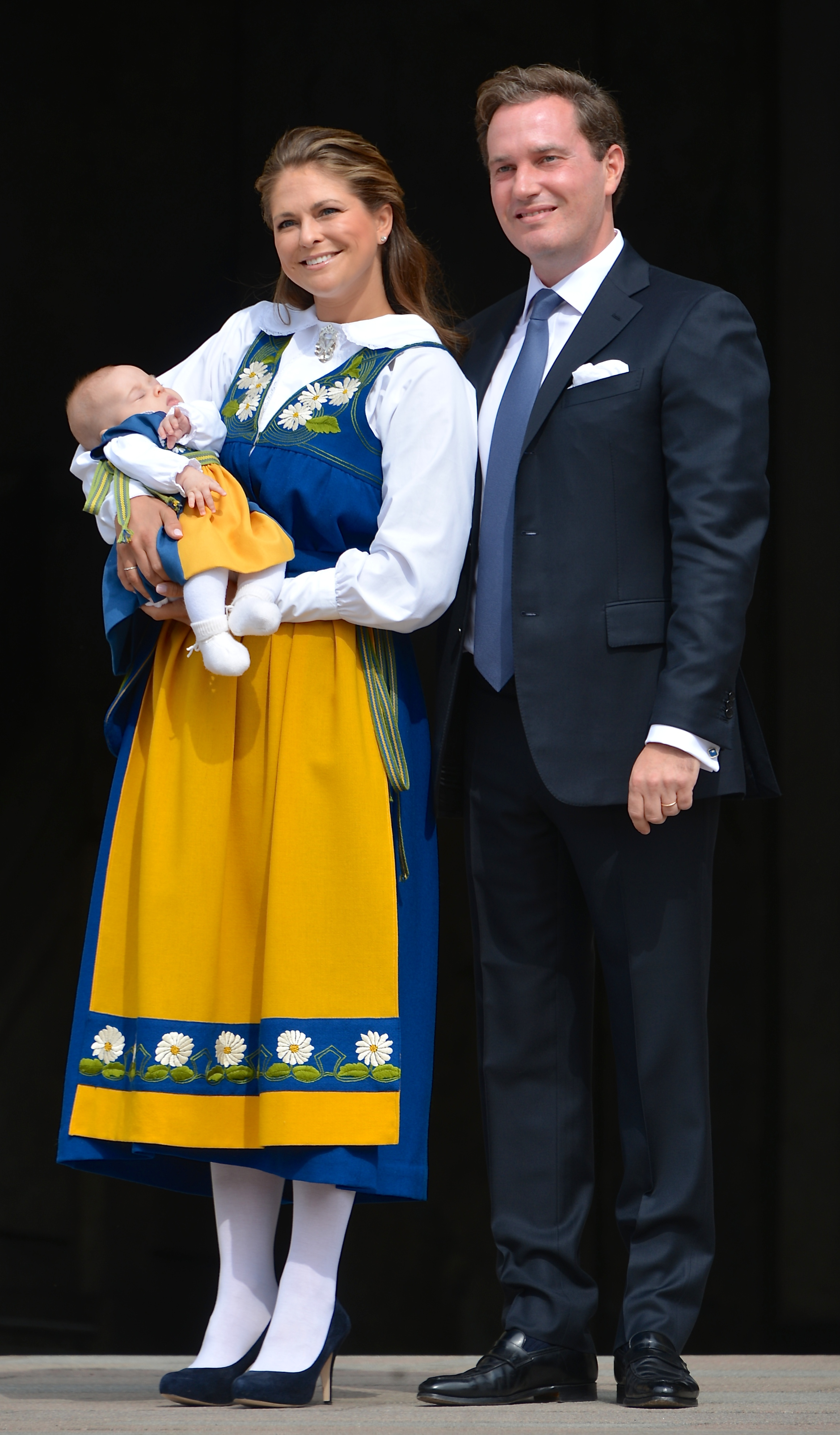
La princesse, son époux et leur fille, le 6 juin 2014.

En 2009, elle s'était fiancée avec un avocat suédois, Jonas Bergström, qu'elle avait rencontré en 2002.

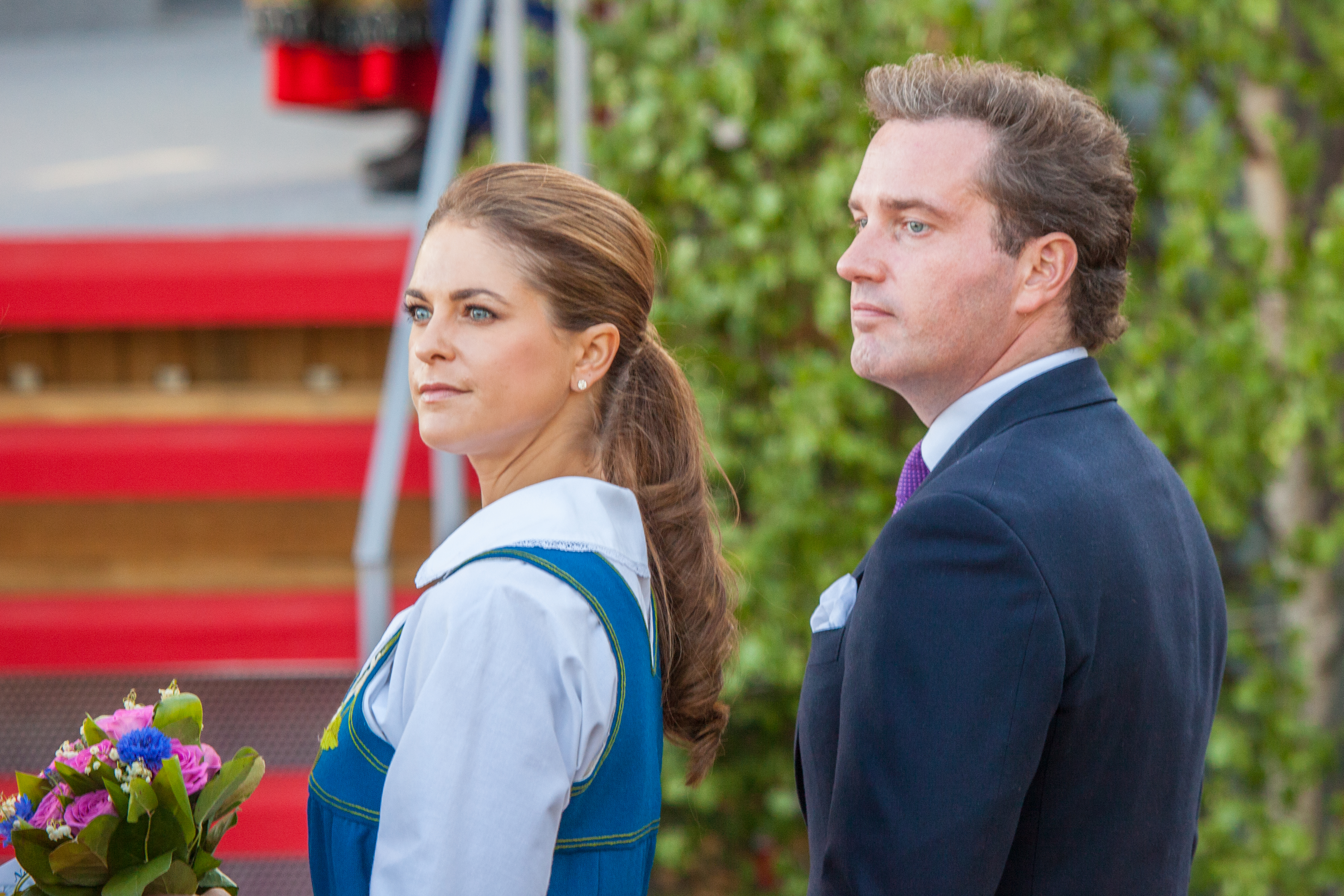
Le couple, deux jours avant leur mariage.

Sa sœur, princesse héritière, devait par principe se marier avant elle. Lorsque celle-ci finit par se fiancer en 2009, les fiançailles de Madeleine sont annoncées dans la foulée.
Pourtant, pendant cette longue attente, Jonas Bergström trompe la princesse Madeleine. Les fiançailles sont rompues le 24 avril 2010.
Madeleine de Suède quitte alors la Suède pour New York, où elle espère oublier l'échec de ses fiançailles.
C'est là qu'elle va faire la rencontre d'un banquier américano-britannique, Christopher O'Neill. Leur relation, loin de la cour de Suède, est plutôt discrète.
Le 25 octobre 2012, le Palais annonce officiellement les fiançailles de la princesse Madeleine et de Christopher O'Neill.
Le mariage a lieu le 8 juin 2013 à 16 heures à Stockholm, en présence de la famille royale et de dignitaires et représentants étrangers.

### Descendance
La princesse Madeleine et Christopher O'Neill ont deux filles et un garçon, tous les trois nés avec qualification d'altesse royale. Cependant, à la suite d'un remaniement de la maison royale de Suède, le 7 octobre 2019, il est annoncé que les enfants de Madeleine ainsi que ceux du prince Carl Philip ne porteront plus le prédicat d'altesse royale.
- la princesse Leonore Lilian Maria, princesse de Suède et duchesse de Gotland, née le 20 février 2014 à New York ;
- le prince Nicolas Paul Gustaf, prince de Suède et duc d'Ångermanland, né le 15 juin 2015 à Stockholm ;
- la princesse Adrienne Joséphine Alice, princesse de Suède et duchesse de Blekinge, née le 9 mars 2018 à Stockholm[8].

## Distinctions
- Grand-croix de l'ordre de Saint-Olaf
- Grand-croix, 1re classe de l'ordre du Mérite
- Chevalier grand-croix de l'ordre du Lion d'or de la maison de Nassau

## Titulature
- Depuis le 10 juin 1982 : Son Altesse Royale la princesse Madeleine de Suède, duchesse de Hälsingland et de Gästrikland.

Armoiries de la princesse Madeleine de Suède depuis 1982.
Monogramme de la princesse Madeleine de Suède.